# Hong Son-Yong
Hong Son-Yong (16 de septiembre de 1991) es una deportista norcoreana que compite en judo. Ganó una medalla de bronce en el Campeonato Asiático de Judo de 2017 en la categoría de –70 kg.

## Palmarés internacional
| Campeonato Asiático | Campeonato Asiático | Campeonato Asiático | Campeonato Asiático |
| Año                 | Lugar               | Medalla             | Categoría           |
| ------------------- | ------------------- | ------------------- | ------------------- |
| 2017                | Hong Kong (China)   | Medalla de bronce   | –70 kg              |